# Selma Lønning Aarø
Selma Lønning Aarø (ur. 13 lipca 1972) – pisarka norweska.
Debiutancką powieść Den endlige historien (Ostatnia opowieść) wydała w 1995 r. Otrzymała za nią nagrodę wydawnictwa Cappelen Damm dla najlepszego debiutanta. Przełomową dla jej twórczości była wydana w 2003 r. powieść Vill ni aka mera? (Jeszcze jedna runda?) nominowana do prestiżowej nagrody Bragaprisen.
Na język polski przełożono powieść Aarø z 2008 r. Venstre hånd over høyre skulder (Lewą ręką przez prawe ramię, 2009) – historia wzajemnego oszukiwania i przemilczania ważnych spraw opowiedziana z perspektywy kilku w różnym stopniu związanych ze sobą osób.
Selma Lønning Aarø jest także felietonistką dziennika Dagbladet.

## Twórczość
- Den endlige historien – powieść (1995)
- Spekulum – powieść (1996)
- Bebudelse – powieść (1999)
- Scener fra ekteskap – felietony (2003)
- Stormfulle høyder – felietony (2005)
- Fortvilet kreps’72 – książka dla dzieci (2005)
- Hotell Selma – felietony (2006)
- Reidar og den store magen – książka dla dzieci (2007)
- En rekke avbrutte forsøk – powieść (2007)
- Venstre hånd over høyre skulder – powieść (2008), wyd. pol., Lewą ręką przez prawe ramię, Sopot 2009, przeł. M. Skoczko
- Vakevis – powieść (2010)